# نیوافئو
نیوافئو (به لاتین: Niuafoʻou) یک جزیره آتشفشانی در تونگا است که در Niuas واقع شده‌است. نیوافئو ۲۶۰ متر بالاتر از سطح دریا واقع شده‌است.